# Gonomyia (Leiponeura) bispina
Gonomyia (Leiponeura) bispina is een tweevleugelige uit de familie steltmuggen (Limoniidae). De soort komt voor in het Australaziatisch gebied.